# Campionati europei di triathlon long distance del 2005
I Campionati europei di triathlon long distance del 2005 (XII edizione) si sono tenuti a Säter, Svezia in data 1º luglio 2005.
Nella gara maschile ha vinto il belga Gerrit Schellens, mentre in quella femminile la britannica Sara Gross.

## Risultati

### Élite uomini
| Pos. | Nome                | Paese       | Nuoto    | Bici     | Corsa    | Totale   |
| ---- | ------------------- | ----------- | -------- | -------- | -------- | -------- |
|      | Gerrit Schellens    | Belgio      | 00:53:50 | 03:06:27 | 01:48:32 | 05:48:49 |
|      | Jimmy Johnsen       | Danimarca   | 00:53:37 | 03:05:48 | 01:51:50 | 05:51:17 |
|      | Stephen Bayliss     | Regno Unito | 00:52:02 | 03:07:43 | 01:53:14 | 05:53:00 |
| 4    | Jonas Colting       | Svezia      | 00:52:04 | 03:04:32 | 01:58:31 | 05:55:08 |
| 5    | Marino Vanhoenacker | Belgio      | 00:52:04 | 03:08:13 | 01:57:31 | 05:57:49 |
| 6    | Petr Vabrousek      | Rep. Ceca   | 00:56:23 | 03:08:28 | 01:53:20 | 05:58:13 |
| 7    | Ole Stougaard       | Danimarca   | 00:54:51 | 03:05:35 | 02:00:26 | 06:00:52 |
| 8    | Sergio Marques      | Portogallo  | 00:56:18 | 03:16:33 | 01:49:52 | 06:02:44 |
| 9    | Kim Visby Jensen    | Danimarca   | 00:54:56 | 03:05:15 | 02:04:11 | 06:04:23 |
| 10   | Russel Kober        | Regno Unito | 00:53:45 | 03:06:35 | 02:05:25 | 06:05:45 |
| 11   | Chris Brands        | Paesi Bassi | 00:56:30 | 03:08:22 | 02:06:21 | 06:11:14 |
| 12   | Leonardo Simoncini  | Italia      | 00:53:46 | 03:19:58 | 02:00:19 | 06:14:03 |
| 13   | Jan Vodehnal        | Rep. Ceca   | 00:53:52 | 03:17:02 | 02:04:14 | 06:15:08 |
| 14   | Tomas Petr          | Rep. Ceca   | 00:52:07 | 03:14:25 | 02:09:27 | 06:16:00 |
| 15   | Ted As              | Svezia      | 00:56:31 | 03:16:30 | 02:03:46 | 06:16:47 |
| 16   | Pavel Kasparek      | Rep. Ceca   | 00:53:43 | 03:17:11 | 02:06:09 | 06:17:03 |
| 17   | Christian Mansson   | Svezia      | 01:02:55 | 03:21:41 | 01:55:43 | 06:20:19 |
| 18   | Sebastian Pedraza   | Italia      | 00:53:46 | 03:17:05 | 02:15:41 | 06:26:33 |
| 19   | Nick Saunders       | Regno Unito | 00:54:57 | 03:26:39 | 02:06:47 | 06:28:24 |
| 20   | Tomas Bednar        | Rep. Ceca   | 00:51:58 | 03:33:37 | 02:03:02 | 06:28:37 |
| 21   | Paul Mounttford     | Regno Unito | 01:00:07 | 03:19:50 | 02:11:38 | 06:31:36 |
| 22   | Michal Kulich       | Slovacchia  | 01:54:05 | 02:39:52 | 02:14:18 | 06:48:15 |

### Élite donne
| Pos. | Nome                  | Paese       | Nuoto    | Bici     | Corsa    | Totale   |
| ---- | --------------------- | ----------- | -------- | -------- | -------- | -------- |
|      | Sara Gross            | Regno Unito | 00:59:13 | 03:35:19 | 02:06:17 | 06:40:49 |
|      | Bella Comerford       | Regno Unito | 00:59:47 | 03:34:42 | 02:09:03 | 06:43:33 |
|      | Natallia Barkun       | Bielorussia | 00:57:04 | 03:37:29 | 02:10:37 | 06:45:10 |
| 4    | Louisa Edmonston      | Regno Unito | 01:02:59 | 03:33:10 | 02:14:14 | 06:50:23 |
| 5    | Eva Novakova          | Rep. Ceca   | 00:55:14 | 03:39:25 | 02:21:18 | 06:55:58 |
| 6    | Abigail Bayley        | Regno Unito | 00:59:09 | 03:32:05 | 02:25:08 | 06:56:23 |
| 7    | Sofie Dovren          | Svezia      | 00:59:09 | 03:35:26 | 02:24:55 | 06:59:31 |
| 8    | Gabriela Loskotova    | Rep. Ceca   | 00:59:55 | 03:40:58 | 02:20:51 | 07:01:45 |
| 9    | Julie Hansen Bollerup | Danimarca   | 01:05:22 | 03:36:19 | 02:21:49 | 07:03:30 |
| 10   | Rachel Horn           | Regno Unito | 00:59:46 | 03:31:20 | 02:33:28 | 07:04:35 |
| 11   | Astrid Perathoner     | Italia      | 00:59:55 | 03:36:30 | 02:32:54 | 07:09:19 |
| 12   | Kristina Lapinova     | Slovacchia  | 01:19:23 | 03:52:33 | 02:28:32 | 07:40:29 |